# 和泉市立幸小学校
和泉市立幸小学校（いずみしりつ さいわいしょうがっこう）は、大阪府和泉市幸2丁目にある公立小学校。

## 概要
和泉市の北部、信太山丘陵北西麓の平地に位置し、かつては旧南王子村を校区としていた。児童数は2003年（平成15年）の302名をピークに減少を続け、2024年（令和6年）5月1日現在では111名となり、市内の小学校の中では最も少ない人数である。

## 沿革

### 略歴
明治維新後、日本では近代的な教育制度が導入され、各地に小学校が設立された。堺県では村々を単位として学区が編成され、各学区には郷学校本校とその出張所（分校）が設置された。

信太地域における小学校の始まりは、1872年（明治5年）2月のことである。伯太村、府中村、富秋村、南王子村をはじめとする村々は忠岡地区（忠岡村、高月村、上馬瀬村、下馬瀬村）や取石地区（綾井村）の村々とともに第十一区に属し、信太地区では旧伯太藩校跡に本校が、王子村や南王子村などには出張所がそれぞれ設置された。

同年8月に公布された学制による小学校は、信太地域では1873年（明治6年）5月に誕生した。舞村、尾井村ほか13か村を学区とする第13番小学が大鳥郡市場村に、上代村ほか9か村を学区とする第14番小学が大鳥郡草部村に、太村、上村、中村、王子村、富秋村、南王子村ほか17か村を学区とする第17番小学が伯太村に開校した。その後、南王子村のみを学区とする第97番小学が南王子村西教寺に仮校舎で開校した。これが、のちの南王子小学校（現・幸小学校）である。

### 年表
- 1873年（明治06年）6月16日 - 第97番小学校として開校。
- 1885年（明治18年）7月1日 - 南王子初等小学校と改称。
- 1887年（明治20年）4月1日 - 南王子尋常小学校と改称。
- 1888年（明治21年）4月 - 南王子簡易小学校と改称。
- 1890年（明治23年）4月5日 - 再び南王子尋常小学校と改称。
- 1927年（昭和02年）11月 - 現在地に移転。
- 1941年（昭和16年）4月1日 - 大阪府泉北郡南王子国民小学校と改称。
- 1944年（昭和19年）10月15日 - 大阪府泉北郡八坂国民小学校と改称。
- 1946年（昭和21年）4月1日 - 大阪府泉北郡八坂町立小学校と改称。
- 1960年（昭和35年）8月1日 - 八坂町が和泉市に編入され、和泉市立幸小学校と改称。
- 2000年（平成12年）1月21日 - 韓国蓬莱初等学校との姉妹校締結[6]。

## 教育方針

### 教育目標
- たくましい心と体を育て、「生きる力」としての確かな学力を身につけた児童の育成
- 部落差別をはじめとする人権問題に関する理解を深め、人権を尊重する社会の形成者としての豊かな感性と実践力を身につけた児童の育成

### めざす子ども像
- よく考えすすんで学ぶ子
- 粘り強く最後までやりぬく子
- 思いやりをもって人と関わる子

## 通学区域
- 幸一丁目、幸二丁目、幸三丁目、伯太町(都市計画道路池上下宮線以北の区域)、伯太町四丁目(6の5、36の9、46の2、75の2、135の11、135の16、934のそれぞれの地番を結ぶ線(都市計画道路池上下宮線)以北の区域)及び池上町(阪和線以東の区域)[7]。

※卒業後は基本的に和泉市立富秋中学校に進学する。

## 交通
- 阪和線 信太山駅 東へ約350m。